# Rožďalovické rybníky
Rožďalovické rybníky este o arie protejată (arie de protecție specială avifaunistică — SPA) din Republica Cehă întinsă pe o suprafață de 6.613,14 ha, integral pe uscat.

## Localizare
Centrul sitului Rožďalovické rybníky este situat la coordonatele 50°17′09″N 15°13′11″E / 50.285833°N 15.219722°E.

## Înființare
Situl Rožďalovické rybníky a fost declarat arie de protecție specială avifaunistică în decembrie 2004 pentru a proteja 2 specii de animale.

## Biodiversitate
Situată în ecoregiunea continentală, aria protejată nu include niciun habitat protejat.
La baza desemnării sitului se află mai multe specii protejate de  păsări (2): erete de stuf (Circus aeruginosus), cocor (Grus grus).